# Ramón Peñafort Malagarriga
Ramón Peñafort Malagarriga y Heras (en catalán: Ramon Penyafort Malagarriga i Heras (como religioso lasallano, solía firmar Teodor Lluís = Teodoro Luis) ( * 1904 - 1990 ) fue un botánico español. Fue discípulo del Hermano Sennen, desde 1924.
Desde 1930 hasta 1964 residió en Porto Alegre, donde fundó el Jardín botánico, del que sería primer director. También fue director del Instituto Geobiológico La Salle de Canoas, RS.

## Algunas publicaciones

### Libros
- 1951. Horto Botânico do Instituto Agronômico do Sul (Pelotas). Guia dos Visitantes. Ed. Instituto Agronômico do Sul, Pelotas, RS. 98 pp.

- La abreviatura «Malag.» se emplea para indicar a Ramón Peñafort Malagarriga como autoridad en la descripción y clasificación científica de los vegetales.[1]